# Benny Bomstærk
Benny Bomstærk er en belgisk tegneserie (på fransk Benoit Brisefer) skabt i 1960 af Peyo (bedst kendt for Smølferne). Den handler om en lille dreng, hvis fredelige uskyldige udseende, charme og gode manerer dækker over hans besiddelse af overmenneskelig styrke. Bennys eneste svaghed er, når han bliver forkølet, så mister han alle sine kræfter. 
Benny Bomstærk optrådte første gang i tegneseriebladet Spirou i 1960. 
Andre kendte belgiske tegneserieskabere end Peyo selv har bidraget til serien, bl.a. Will, Gos, Yvan Delporte, François Walthéry. 
Serien fortsatte indtil 1978, hvor succesen med Smølferne forhindrede Peyo i at arbejde på sine andre serier. Efter hans død i 1992, er den blevet genstartet ved hans søn Thierry Culliford og kunstneren Pascal Garray.

## Album i kronologisk rækkefølge
Tallene i parentes refererer til de danske udgivelser. 
- 1962: De røde taxier (3)
- 1965: Fru Adolfine (4)
- 1968: Bennys tolv bedrifter (5)
- 1969: Onkel Hubert (1)
- 1971: Cirkus Bodoni (2)
- 1973: Lady d'Olphine (6)
- 1978: Den magiske dukke (7)
- 1993: Fru Adolfine går til filmen (8)
- 1995: En ø i strid med sig selv (9)
- 1997: Rally Syd (10)
- 1999: Evelines hemmelighed (11)
- 2002: Bennys ballonfart (12)
- 2004: John-John (ikke udkommet på dansk)